# エジプトへの逃避途上の休息 (ティツィアーノ)
『エジプトへの逃避途上の休息』（エジプトへのとうひとじょうのきゅうそく、伊: Il Riposo durante la fuga in Egitto, 英: Rest on the Flight into Egypt）は、盛期ルネサンス期のヴェネツィア派の巨匠ティツィアーノ・ヴェチェッリオが1510年頃に制作した宗教画である。油彩。『新約聖書』「マタイによる福音書」で語られているヘロデ大王の幼児虐殺から逃れようとする聖家族の「エジプトへの逃避」を主題としている。制作経緯などは不明であるものの、ティツィアーノが10代後半から20歳になるまでの間に描いたと考えられる初期の小品の1つで、現代までの来歴をほぼ正確にたどりうる貴重な作品である。約120年もの間、グレートブリテン貴族のバース侯爵家によって所有されていたが、1995年に盗難に遭い、7年間の捜索ののち2002年に発見された。2024年7月にクリスティーズで競売にかけられ、1760万ポンドで売却された。現在は個人のコレクションに所蔵されている。

## 主題
「マタイによる福音書」2章13節から23節によると、東方の三博士が幼児のイエス・キリストを礼拝して帰ったのち、聖ヨセフの夢に主の使いが現れて、ヘロデ大王がベツレヘムに生まれたユダヤ人の王となる子供を恐れ、幼児の虐殺を断行しようとしているため、幼児のイエスとともにエジプトへ逃げ、安全になるまで留まるよう告げた。そこでヨセフは夜の間に幼児イエスと聖母マリアを連れてエジプトに逃亡し、ヘロデ大王が死ぬまでその地に留まった。ヘロデ大王が死ぬと再びヨセフの夢の中に使いが現れてイスラエルに帰るよう告げた。そこでようやくヨセフは帰国し、ナザレの地に移り住んだ。

## 作品

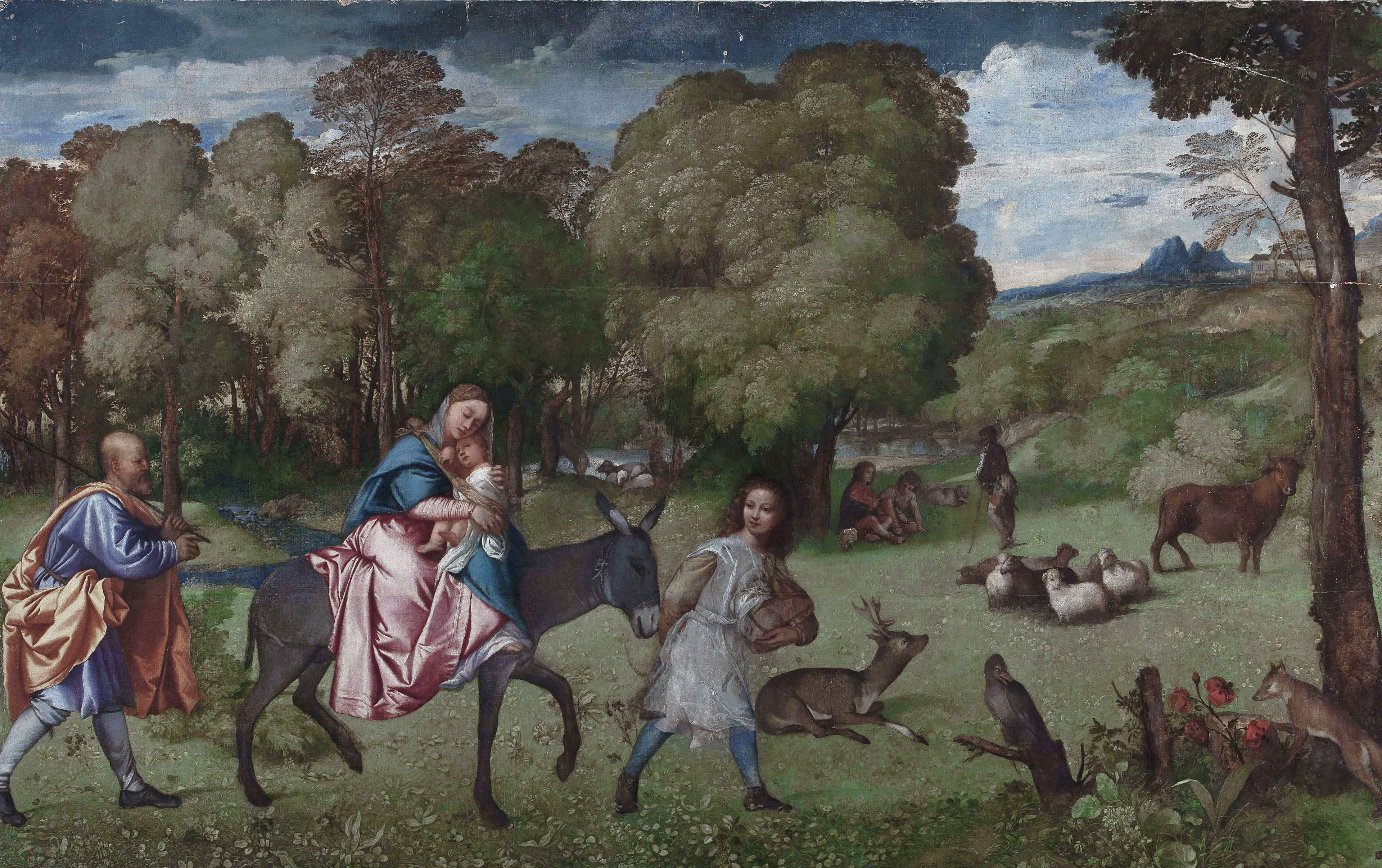
ティツィアーノ・ヴェチェッリオの同主題の絵画『エジプトへの逃避』。1508年頃。エルミタージュ美術館所蔵。

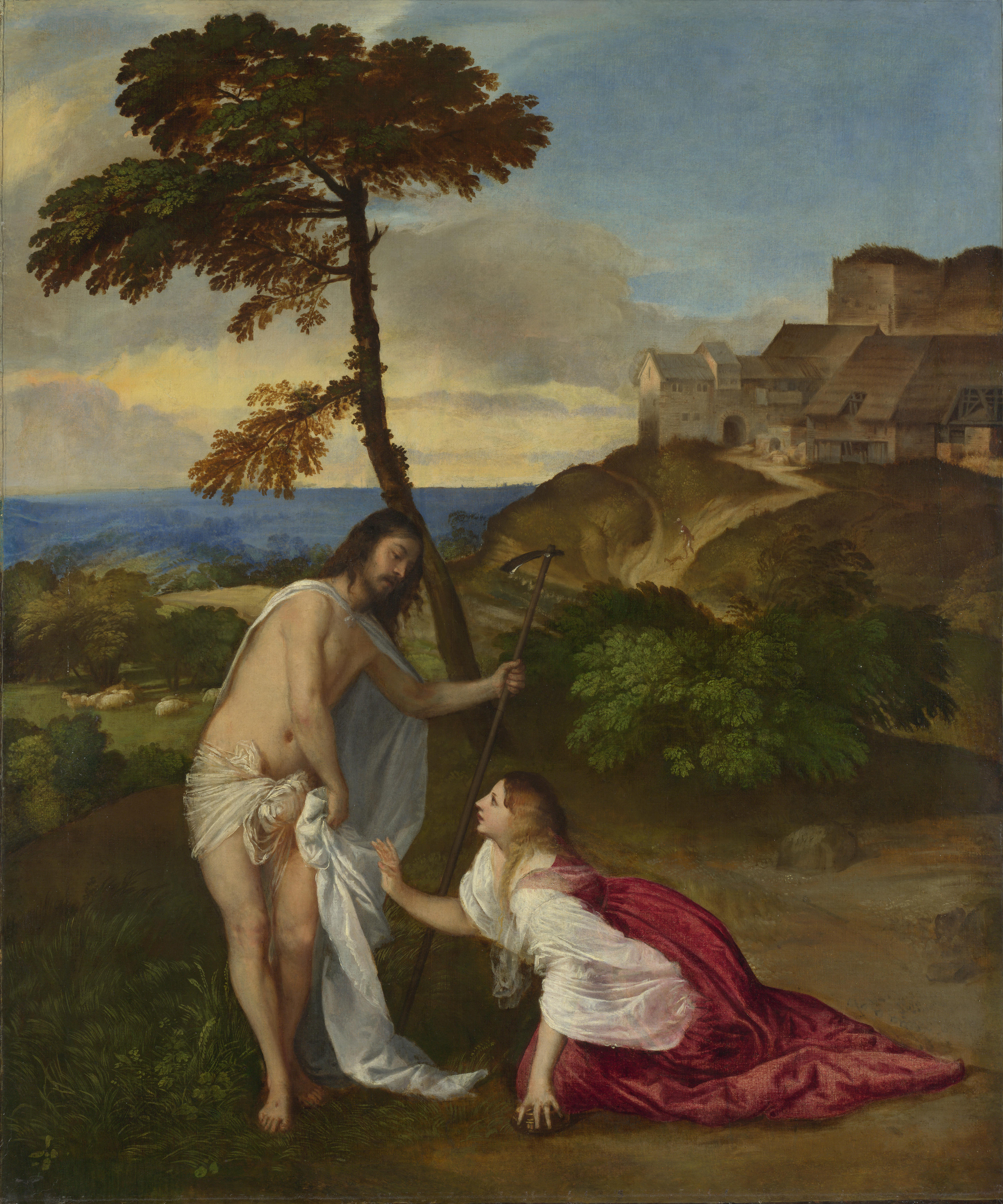
同じくティツィアーノの『ノリ・メ・タンゲレ』。1515年頃。ナショナル・ギャラリー所蔵。

ティツィアーノは聖家族が旅の途中で休憩している様子を描いている。聖母マリアは画面中央で地面をしっかりと踏みしめ、幼児キリストを守るかのように抱きしめている。おそらく旅は厳しいのであろう。聖ヨセフは聖母子が座る平原のすぐそばの岩場の上に座り、背中を丸めた姿勢や繊細に描かれた老いた顔は疲労感を伝えている。ティツィアーノは聖母と幼児キリストの母子間の親密さと優しさの瞬間を表現している。聖母は青いマントを聖ヨセフが座している岩の上に広げ、その上に愛しい息子を乗せている。幼児キリストはやや落ち着きがなく、母親に寄りかかって髪を引っ張っている。そのため幼児の頭部は母親の後ろに部分的に隠れている。また聖母の膝の上に置かれた白い産着は、ついさっきまで幼児キリストがそこに座っており、聖母によってより安全な場所に移されたばかりであることを示している。
ティツィアーノは聖家族を画面中央左に配置することでその姿を明るい空を背景に浮かび上がらせるとともに、緩やかに後退する田園風景と釣り合いを取っている。画面の小さなサイズに対して人物像は記念碑的である。特に聖母マリアのしっかりとした姿はロンドンのナショナル・ギャラリー所蔵の『ノリ・メ・タンゲレ』（Noli me Tangere）のマグダラのマリアなど、同時代のティツィアーノの他のヒロインを彷彿とさせ、また緑豊かな背景はエジプトというよりはヴェネチアとティツィアーノの故郷ピエーヴェ・ディ・カドーレの間にある風景を彷彿とさせる。
聖ヨセフと聖母はどちらも物思いにふけっており、かすかに不吉な予感を漂わせている。幼児キリストをそれまで包んでいた聖母の膝の上の白い産着は、埋葬されるキリストの遺体を包んだ聖骸布を暗示している。このようにティツィアーノは若くして感情と人間性を理解してそれをキリストの生涯と結びつけ、絵画の中で表現する術を心得ている。この点についてはジョルジョーネの影響も注目される。ジョルジョーネは「Mood landscape」と呼ばれるタイプの絵画を開拓したが、そこでは風景は単なる背景ではなく風景の中に描かれた人物の感情が反映された。本作品の場合、中景の大きな樹木は聖家族に休息所を提供しつつ聖ヨセフのポーズを反映している。
聖母のドレスの濃い赤は産着の白で引き立てられている。このローブの赤色は聖母の長いマントのウルトラマリンブルーと聖ヨセフが着ているマントの明るく強い琥珀色によって弱められている。またマントのウルトラマリンブルーは聖ヨセフのマントの琥珀色と出会うかのように岩まで広げられ、その琥珀色はローブの紫色と対照的である。これらの色彩は初期のティツィアーノに典型的なものである。樹木の幹の傾斜と対比される人物たちの動きは色彩のドラマによって強調されている。
帰属については美術評論家ジョヴァンニ・バティスタ・カヴァルカゼルと美術史家ジョゼフ・アーチャー・クロウはフランチェスコ・ベッカルッツィあるいはルドヴィコ・フィウミチェリと見なしたが、フランチェスコ・ヴァルカノーヴァ（Francesco Valcanove）やポール・ジョアニデスなどティツィアーノの作品ということでほとんど一致している。

## 来歴
画絵に関する最古の記録は、17世紀初頭のヴェネチアの香辛料商人バルトロメオ・デッラ・ナーヴェのコレクションである。建築家ヴィンチェンツォ・スカモッツィの言葉を借りれば、ナーヴェのコレクションは「ヴェネチアのすべての巨匠」によって見物された。このコレクションには少なくとも15点のティツィアーノの作品をはじめとする、ルネサンス期のヴェネチア派を代表する画家たちの作品が含まれていた。デッラ・ナーヴェの死後、コレクションのほとんどは1638年に初代ハミルトン公爵ジェイムズ・ハミルトンによって購入された。その中にはロンドンのナショナル・ギャラリーに所蔵されている『アクタイオンの死』（La morte di Atteone）も含まれていたが、デッラ・ナーヴェの遺言では本作品は『アクタイオンの死』の2倍も高く評価されていた。王党派であったハミルトン公爵は1649年にイングランド内戦中に処刑され、そのコレクションはスペイン領ネーデルラント総督であったオーストリア大公レオポルト・ヴィルヘルムによって購入された。レオポルト大公は当時、最も優れた美術コレクションの1つを収集しており、最終的に1,300点以上の絵画を所有し、ブリュッセルのクーデンベルク宮殿の画廊でそれらを展示した。大公が1650年代半ばにウィーンに移住した際にコレクションも運ばれ、ベルヴェデーレ宮殿に収蔵された。本作品はその後、1809年にナポレオンがウィーンを占領した際に軍によって他の絵画とともに略奪され、パリの聖エリザーベト教会に保管されたが、ナポレオンがワーテルローで敗れると、翌1815年にウィーンに返還された。この絵画を次に所有したのはスコットランドの地主で、風景画家ジョゼフ・マロード・ウィリアム・ターナーの最も重要な後援者の1人ヒュー・アンドリュー・ジョンストーン・マンローであった。マンローの死後、その絵画コレクションは1878年にクリスティーズで2回に分けて売却され、本作品は第4代バース侯爵ジョン・アレクサンダー・シンによって購入された。それ以来、絵画はウィルトシャー州にある邸宅ロングリート・ハウスの客間に飾られていた。1949年、第6代バース侯爵ヘンリー・フレデリック・シンによってロングリート・ハウスは一般公開された。これにより訪問客がティツィアーノの絵画を鑑賞できるようになり、それ以来、この絵画はロングリート・ハウスの大きな見どころの1つとなった。

### 盗難事件

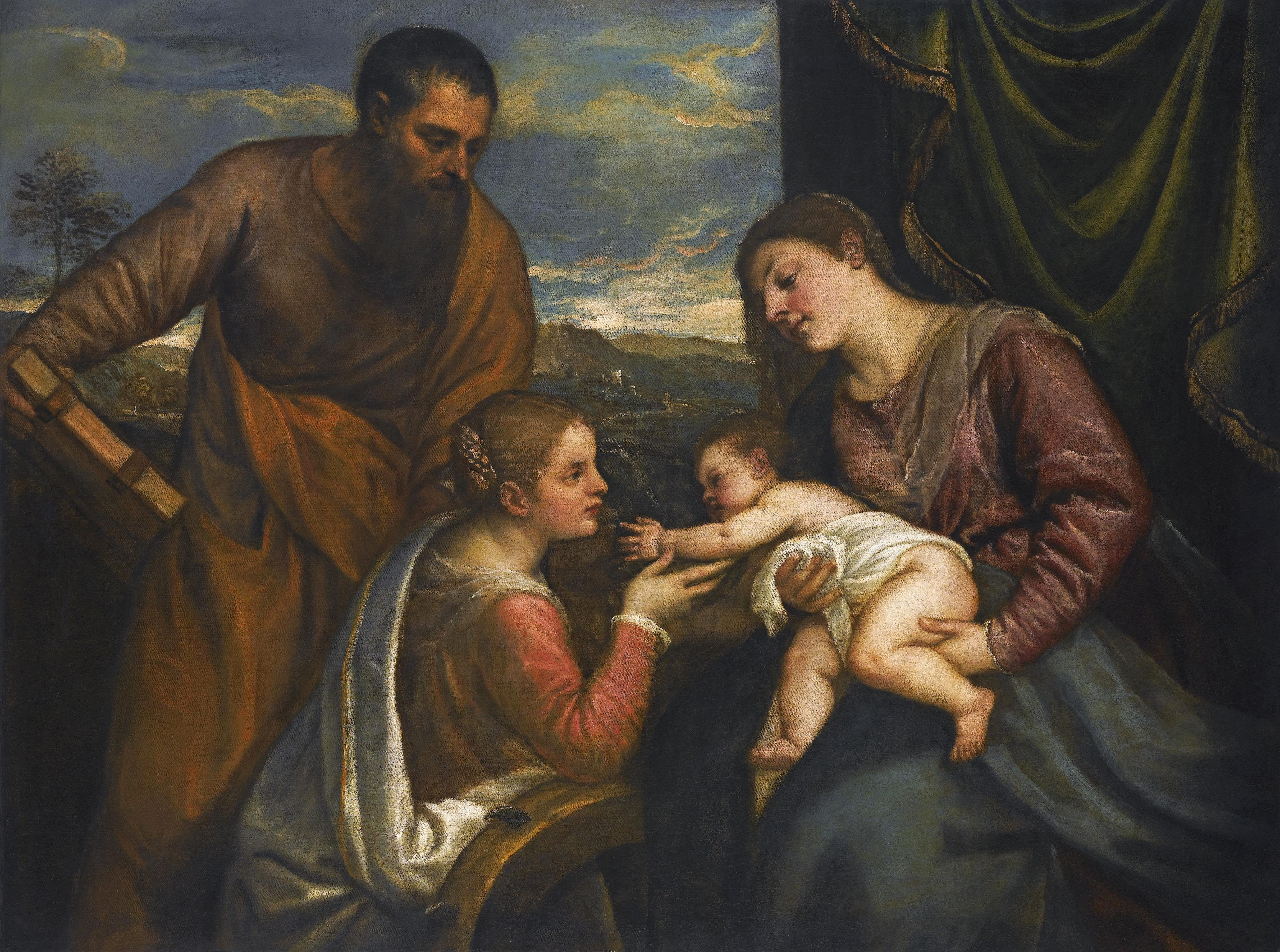
ティツィアーノの『聖母子と聖ルカ、アレクサンドリアの聖カタリナ』。個人蔵。

1995年1月6日の午後9時、770万ドルの価値があると目されていた絵画は盗難に遭い、ロングリート・ハウスから盗まれた。窃盗犯たちは数百エーカーにおよぶ広大な敷地を車を使って横断し、1階の窓から邸宅に侵入したと見られ、約1万5,000ドル相当の絵画2点とともに盗み出した。自動警報は正常に作動し、14分後に警察が犯行現場に到着したが、窃盗犯はすでに逃走した後であった。有名な絵画を一般市場で売却するのは困難であるため、この盗難は私的売買または身代金を狙った犯行と考えられ、保険会社は絵画の返還に対して価値の約10分の1の報奨金を提示した。また絵画の発見につながる有力情報の提供に10万ポンドの懸賞金がかけられた。この絵画が発見されたのはそれから7年後の2002年である。盗難事件を捜査したのは元スコットランドヤードの捜査官で、当時は私立探偵をしており、美術品犯罪捜査の第一人者であったチャールズ・ヒルで、ロンドン南西部のリッチモンドにあるバス停留所に放置されていたナイロン製でジッパーが付いたチェック柄の袋の中から本作品を発見・回収した。回収された絵画は額縁が失われていただけで、本体に目立った損傷は見られなかった。

### オークション
絵画は2024年にクリスティーズで競売にかけられた。これはクリスティーズのイブニングセールに出品された4点のオールド・マスターの1つで、他の3点はクエンティン・マサイスの『聖母子』（Maria met kind）、ジョージ・スタッブスの『広大な風景の中の牝馬と子馬』（Mares and Foals in an Extensive Landscape）、フランス・ハルスの『デ・ヴォルフ家の紳士、おそらくヨースト・デ・ヴォルフの肖像』（Portrait of a gentleman of the de Wolff family, possibly Joost de Wolff）。『エジプトへの逃避途上の休息』の落札価格は1,500万ポンドから2,000万ポンドないし2,500万ポンドと予想され、サザビーズで記録されたそれまでのティツィアーノの最高落札額である『聖母子と聖ルカ、アレクサンドリアの聖カタリナ』（La Madonna con Bambino e Santi Luca e Caterina d'Alessandria）の1,690万ドルを更新すると考えられていた。そして2024年7月2日に競売がスタートすると1,756万ポンド（約2,230万ドル）で落札され、実際に過去の落札記録を塗り替えることとなった。

## 複製
レオポルト大公は芸術家のダフィット・テニールスに自身のコレクションを記念してクンストカンマーの絵画を複数制作するよう依頼した。『エジプトへの逃避途上の休息』はこれらの絵画の1つ『ブリュッセルの画廊における大公レオポルト・ヴィルヘルム』（Aartshertog Leopold Willem in zijn schilderijengalerij in Brussel）に描かれた。この作品はレオポルト大公から従兄弟のスペイン国王フェリペ4世に贈呈され、現在はマドリードのプラド美術館に所蔵されている。さらにテニールスは『テアトルム・ピクトリウム』（Theatrum Pictorium）のために本作品の版画による複製と、油彩による複製を制作した。

## ギャラリー
本作品の複製

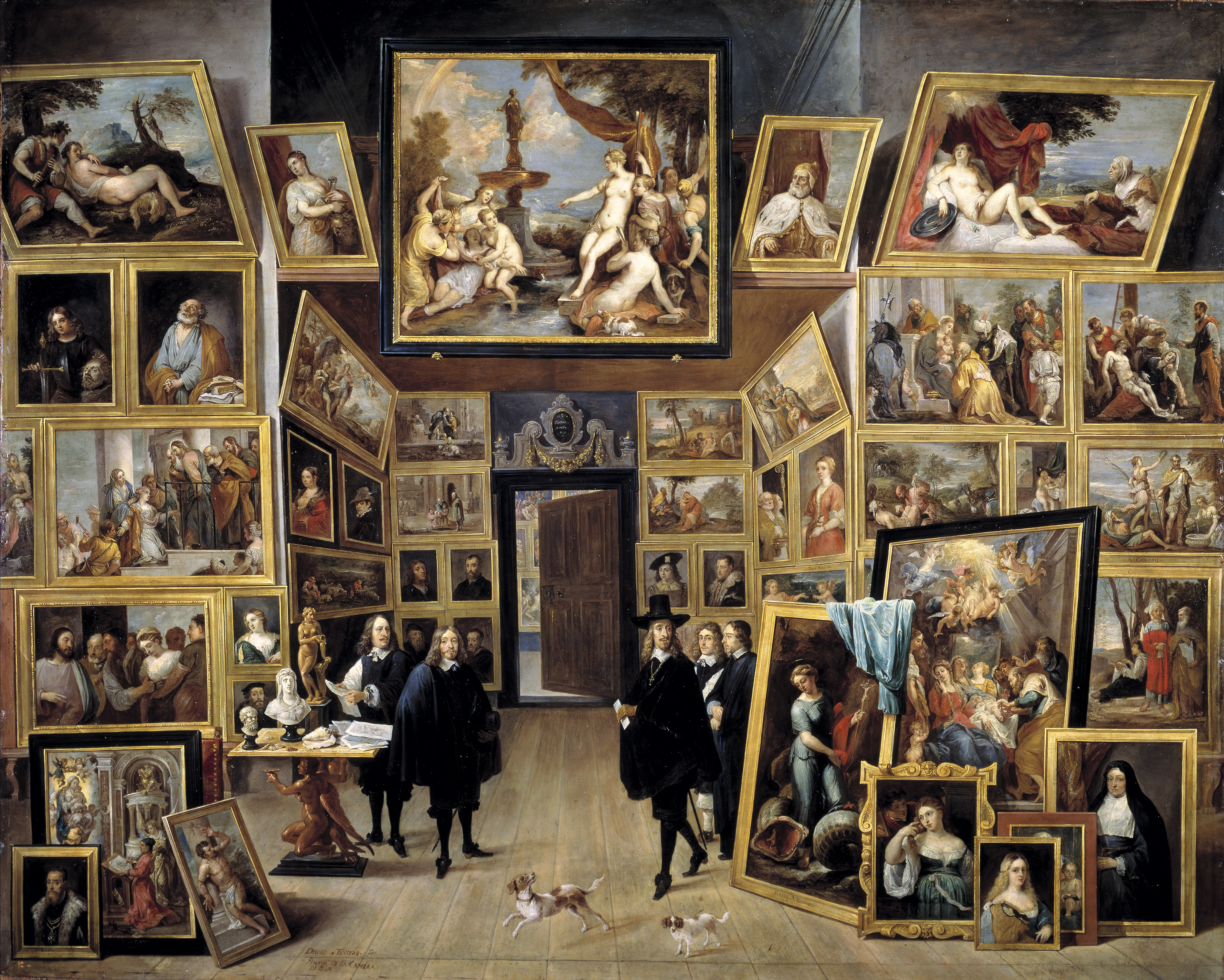
ダフィット・テニールス『ブリュッセルの画廊における大公レオポルト・ヴィルヘルム』1647年-1651年 プラド美術館所蔵[18] 扉の右側に『エジプトへの逃避途上の休息』が見える
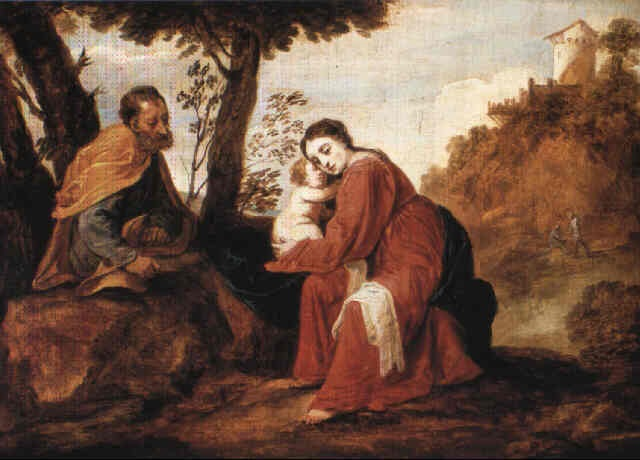
ダフィット・テニールスによる小さな複製 1658年頃
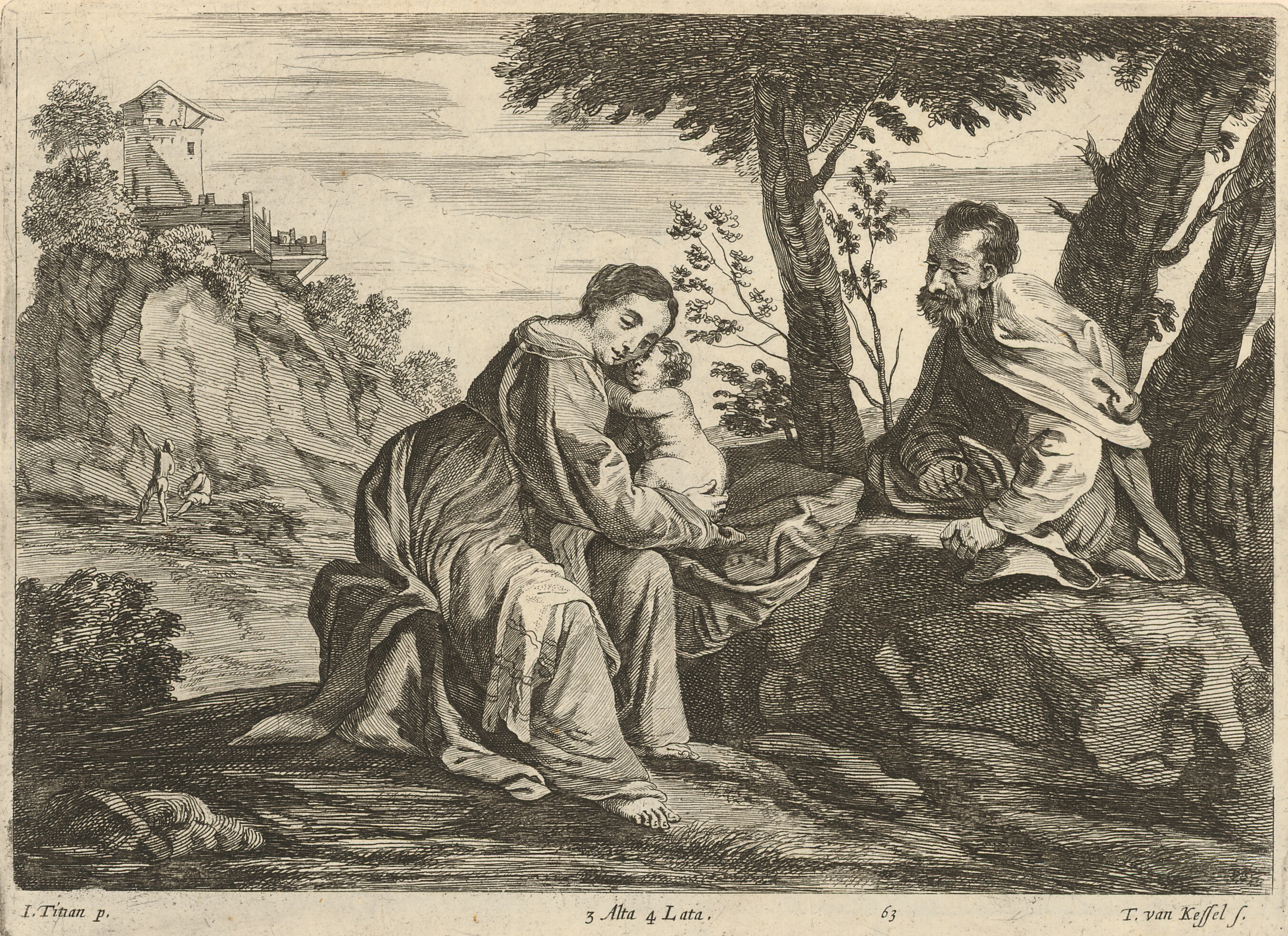
テオドール・ファン・ケッセル『テアトルム・ピクトリウム』のためのエングレービング 1673年